# 静岡高等学校 (旧制)
| 静岡高等学校 （静高） | 静岡高等学校 （静高） |
| --------------------- | --------------------- |
| 創立                  | 1922年8月24日         |
| 所在地                | 静岡市                |
| 初代校長              | 金子銓太郎            |
| 廃止                  | 1950年                |
| 後身校                | 静岡大学              |
| 同窓会                |                       |

旧制静岡高等学校（きゅうせいしずおかこうとうがっこう）は、1922年（大正11年）8月静岡市に設立された官立旧制高等学校。略称は「静高」（しずこう）。

## 概要
文科・理科よりなる修業年限3年の高等科が設置された。仏語を第一外国語とする丙類が置かれた旧制高等学校であった。新制静岡大学の前身校の一つであり、静岡大学文理学部の構成母体となった。その後文理学部は、静岡大学人文学部（2012年に人文社会科学部に改称）と理学部に発展改組、旧制静岡高等学校の有形無形の伝統を受け継いで現在に至っている。
寄宿舎として「秀峰富士を仰ぐ」という意の「仰秀寮」が設置された。ほぼ完全な寮自治が行われ、生協に倣って、早くから自炊制度が導入された。
入学者は静岡県出身者が最も多く、東京府出身者がこれに次いだ。東京帝国大学への進学率の高さは、一高・浦高に次ぐ第3位の進路実績であり、卒業生の大部分を東京帝大生で占めていた。

## 沿革
- 1922年8月：設立。安倍郡安東村大岩（現：葵区大岩本町29番）に校舎を構える。
- 1923年4月：授業開始[2]。
- 1924年4月：寄宿寮開設。校歌制定[2]。
- 1930年5月：昭和天皇の静高訪問に伴う弾圧事件。
  - 学生による「某名士来る」のビラを押収、学生14名検挙（うち3名放校、7名退学）。
- 1945年6月：空襲で校舎の一部焼失[2]。
- 1948年4月：女子学生2名入学[2]。
- 1949年5月：新制静岡大学発足にともない包括。
- 1950年3月：廃校。

## 校地の変遷と継承と終焉

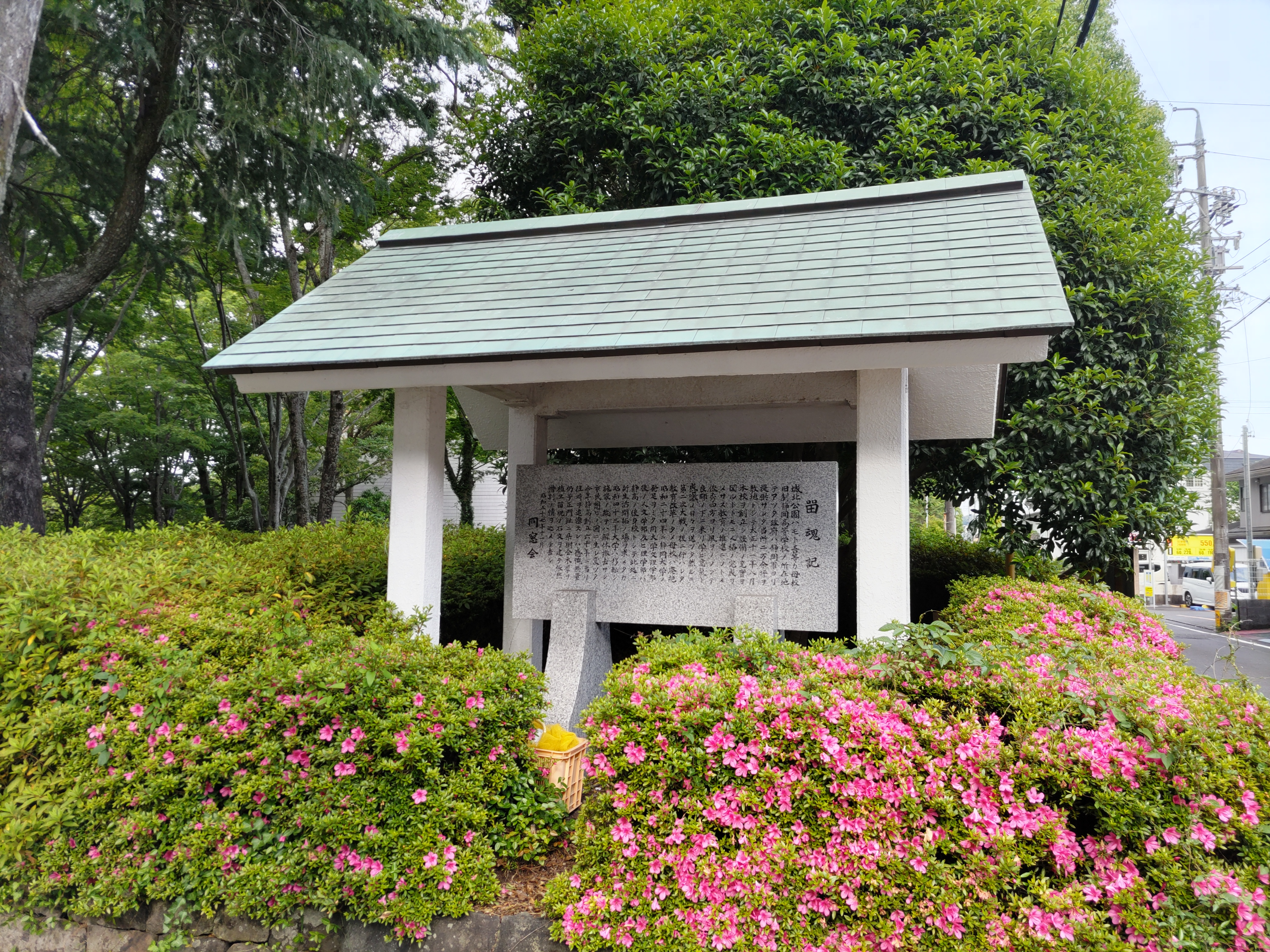
留魂碑

旧制静岡高等学校の校地は、駿府城公園（駿府城址）の北側、賤機山の東麓に位置していた。静岡大学発足後は、旧制静岡高等学校の後身である文理学部のキャンパスとして継承されたが、1968年に、静岡大学が静岡市駿河区大谷に統合移転したため、校地は廃止された。跡地は静岡市に譲渡、整備され、1985年に静岡市立城北公園が開園、静岡市立中央図書館を置くなど市民の憩いの場として現在に至っている。旧本館があった位置には、花時計があり、
旧制静岡高等学校を記念するモニュメントとして、正門のあった位置に「留魂碑」、園内には、「静陵輝像」「寮歌碑」などのモニュメントが建立されている。また、旧制静岡高等学校寄宿舎「仰秀寮」は、静岡大学仰秀寮として継承されたが、上述の統合移転後は、静岡市駿河区小鹿三丁目にある静岡大学雄萠寮に、仰秀寮で使用されていた寮名（3階「不二寮」、2階「穆寮」、1階「映寮」、4階「魁寮」、5階「悟寮」）、寮歌「地のさゞめごと」、ストームなどの伝統として継承されていた。しかし、2024年春に現状の寮生が少ないことから寮生の新規募集を停止、運営終了として閉寮した。

## 歴代校長
- 金子銓太郎：1922年8月28日[3]- 1925年3月31日[4]
- 塚原政次：1925年3月31日[4] - 1927年4月13日[5]
- 堀重里：1927年4月13日[5] - 1933年9月27日[6]
- 金子健二：1933年9月27日[6] - 1939年7月31日[7]
- 三谷隆正：1939年7月31日[7] - 1939年10月14日[8]
- 田中経太郎：1939年10月14日[8]- 1943年9月30日[9]
- 織田祐萠：1943年9月30日[9] - 1945年10月15日[10]
- 朝比奈策太郎：1945年10月15日[10] - 1946年2月23日[11]
- 木宮泰彦（事務取扱）：1946年2月23日[12]- 1946年3月16日[11]
- 大室貞一郎：1946年3月16日[13]- 1950年3月31日[14]

## 出身者

### 政官界
- 中曽根康弘 - 内閣総理大臣 / 大勲位
- 足立篤郎 - 農林大臣、科学技術庁長官
- 森山欽司 - 科学技術庁長官、運輸大臣、元外交官
- 原田昇左右 - 建設大臣、元運輸官僚
- 大坪健一郎 - 元自由民主党衆議院議員、元労働官僚
- 吉村真事 - 元自由民主党衆議院議員、元運輸省港湾局長
- 木宮和彦 - 元自由民主党参議院議員、学校法人常葉学園学園長
- 久保田豊 - 元日本社会党衆議院議員
- 河上民雄 - 元日本社会党衆議院議員 / 河上丈太郎の子・日本社会党国際局長
- 山田芳治 - 元日本社会党衆議院議員、元京都府副知事
- 竹田四郎 - 元日本社会党参議院議員
- 栗原俊夫 - 元日本社会党衆議院議員・参議院議員
- 正森成二 - 元日本共産党衆議院議員
- 青木茂 - 元参議院議員、サラリーマン新党党首
- 永原稔 - 元新自由クラブ衆議院議員 / 元静岡県副知事
- 星野芳樹 - 中退、元労働者農民党参議院議員、ジャーナリスト / 星野直樹の弟
- 斎藤寿夫 - 静岡県知事
- 土屋香鹿 - 福岡県知事
- 長沼弘毅 - 大蔵事務次官 / シャーロッキアン
- 田中啓二郎 - 大蔵省大臣官房審議官、日銀政策委員、ニコス生命会長
- 清水汪 - 環境事務次官、内閣官房内閣審議室長、大蔵官僚
- 道正邦彦 - 内閣官房副長官（事務担当）、労働事務次官
- 山地八郎 - 資源庁長官、元商工官僚
- 天谷直弘 - 通商産業審議官
- 若杉和夫 - 通商産業審議官、石油資源開発社長
- 仁杉巌 - 日本国有鉄道総裁
- 柏村信雄 - 警察庁長官
- 村尾次郎 - 文部省教科書調査官、歴史学者
- 須之部量三 - 外務事務次官、駐韓大使
- 内田宏 - 駐仏大使

### 法曹
- 神谷尚男 - 検事総長
- 伊達秋雄 - 裁判官、元東京地裁判事 / 砂川事件で米軍駐留違憲判決（伊達判決）
- 土屋公献 - 元日弁連会長

### 学術
- 高田瑞穂 - 近代文学者、「新釈現代文」の著者。
- 岩淵悦太郎 - 国語学者、国立国語研究所所長
- 安田元久 - 日本史学者、学習院大学学長、皇太子徳仁親王の論文指導
- 筧泰彦 - 思想史学者
- 浅田敏 - 地震学者、地震予知連絡会会長
- 関寛治 - 国際政治学者
- 田村明 - 地域政策プランナー、法政大学名誉教授
- 松本三之介 - 政治思想史学者、東京大学名誉教授
- 大澤豊 - 経営学者、大阪大学名誉教授
- 長倉三郎 - 物理化学者、日本学士院長、文化勲章受章
- 杉村新 - 地球科学者、神戸大学教授
- 吉田庄司 - 工学者、日本電信電話取締役、学校法人東海大学理事、東海大学教授
- 中山研一 - 刑法学者、京都大学元教授
- 牧柾名 - 教育学者、東京大学教授
- 松平千秋 - 古代ギリシア文学者、京都大学名誉教授
- 内山龍雄 - 物理学者、大阪大学名誉教授、帝塚山大学学長
- 松井正直 - 農芸化学者、東京大学名誉教授
- 原口清 - 歴史学者

### 経済
- 小山五郎 - 三井銀行社長・会長
- 岡崎忠 - 神戸銀行頭取・会長
- 山崎貞一 - 東京電気化学工業(現・TDK)社長・会長
- 野間省一 - 講談社社長
- 数原洋二 - 三菱鉛筆社長
- 桜内乾雄 - 中国電力社長・会長
- 持田信夫 - 持田製薬社長・会長、写真家
- 渡辺文夫 - 東京海上火災保険社長、日本航空会長
- 館野万吉 - 日本製鋼所社長
- 宮岡公夫 - 日本郵船社長
- 山路敬三 - キヤノン社長
- 根本二郎 - 日本郵船社長、日本経営者団体連盟（日経連）会長
- 白井文吾 - 中日新聞社会長、中日ドラゴンズオーナー

### その他
- 吉行淳之介 - 作家
- 渡辺祐介 - 映画監督、脚本家[15][16]
- 小川国夫 - 作家
- 岡田新一 - 建築家、最高裁判所設計者
- 竹内宏 - エコノミスト
- 渡辺文雄 - 俳優、エッセイスト

## 静高平
南アルプスの茶臼岳から南西に尾根沿いに進み、易老岳からの上り坂を登りきったところに静高平がある。この地名は旧制静岡高等学校山岳部が登ったことを記念して名付けられた。

## 関連書籍
- 秦郁彦 『旧制高校物語』 文春新書、2003年 ISBN 4166603558
- 『日本近現代史辞典』 東洋経済新報社、1978年

尾崎ムゲン作成「文部省管轄高等教育機関一覧」参照